# Hirpida
Hirpida is een geslacht van vlinders van de familie nachtpauwogen (Saturniidae), uit de onderfamilie Hemileucinae.

## Soorten
- H. choba (Druce, 1904)
- H. gaujoni (Dognin, 1894)
- H. levis (F. Johnson & Michener, 1948)
- H. nigrolinea (Druce, 1904)